# Doto
Doto Oken, 1815 è un genere di molluschi nudibranchi della famiglia Dotidae.

## Tassonomia
Comprende le seguenti specie:
- Doto acuta Schmekel & Kress, 1977
- Doto affinis (d'Orbigny, 1837)
- Doto africana Eliot, 1905
- Doto africoronata Shipman & Gosliner, 2015
- Doto albida Baba, 1955
- Doto alidrisi Ortea, Moro & Ocaña, 2010
- Doto amyra Er. Marcus, 1961
- Doto annuligera Bergh, 1905
- Doto antarctica Eliot, 1907
- Doto apiculata Odhner, 1936
- Doto arteoi Ortea, 1978
- Doto awapa Ortea, 2001
- Doto bella Baba, 1938
- Doto caballa Ortea, Moro & Bacallado, 2010
- Doto cabecar Ortea, 2001
- Doto canaricoronata Moro & Ortea, 2015
- Doto caramella Er. Marcus, 1957
- Doto carinova Moles, Avila & Wägele, 2016
- Doto casandra Ortea, 2013
- Doto cerasi Ortea & Moro, 1998
- Doto cervicenigra Ortea & Bouchet, 1989
- Doto chica Ev. Marcus & Er. Marcus, 1960
- Doto cindyneutes Bouchet, 1977
- Doto columbiana O'Donoghue, 1921
- Doto confluens Hesse, 1872
- Doto coronata (Gmelin, 1791)
- Doto crassicornis Sars M., 1870
- Doto cristal Ortea, 2010
- Doto curere Ortea, 2001
- Doto cuspidata Alder & Hancock, 1862
- Doto divae Ev. Marcus & Er. Marcus, 1960
- Doto duao Ortea, 2001
- Doto dunnei Lemche, 1976
- Doto eireana Lemche, 1976
- Doto ensifer Mörch, 1859
- Doto eo Ortea & Moro, 2014
- Doto escatllari Ortea, Moro & Espinosa, 1998
- Doto floridicola Simroth, 1888
- Doto fluctifraga Ortea & Perez, 1982
- Doto formosa A. E. Verrill, 1875
- Doto fragaria Ortea & Bouchet, 1989
- Doto fragilis (Forbes, 1838)
- Doto furva Garcia J. C. & Ortea, 1984
- Doto galapagoensis Ortea, 2010
- Doto greenamyeri Shipman & Gosliner, 2015
- Doto hydrallmaniae Morrow, Thorpe & Picton, 1992
- Doto hystrix Picton & G. H. Brown, 1981
- Doto indica Bergh, 1888
- Doto iugula Ortea, 2001
- Doto japonica Odhner, 1936
- Doto kekoldi Ortea, 2001
- Doto koenneckeri Lemche, 1976
- Doto kya Er. Marcus, 1961
- Doto lancei Ev. Marcus & Er. Marcus, 1967
- Doto lemchei Ortea & Urgorri, 1978
- Doto leopardina Vicente, 1967
- Doto maculata (Montagu, 1804)
- Doto millbayana Lemche, 1976
- Doto moravesa Ortea, 1997
- Doto nigromaculata Eliot, 1906
- Doto oblicua Ortea & Urgorri, 1978
- Doto obscura Eliot, 1906
- Doto onusta Hesse, 1872
- Doto orcha Yonow, 2000
- Doto ostenta Burn, 1958
- Doto pacifica Baba, 1949
- Doto paulinae Trinchese, 1881
- Doto pinnatifida (Montagu, 1804)
- Doto pita Er. Marcus, 1955
- Doto pontica Swennen, 1961
- Doto proranao Ortea, 2001
- Doto purpurea Baba, 1949
- Doto pygmaea Bergh, 1871
- Doto racemosa Risbec, 1928
- Doto rosacea Baba, 1949
- Doto rosea Trinchese, 1881
- Doto sabuli Ortea, 2001
- Doto sarsiae Morrow, Thorpe & Picton, 1992
- Doto sotilloi Ortea, Moro & Espinosa, 1998
- Doto splendidissima Pola & Gosliner, 2015
- Doto tingoi Moro & Ortea, 2015
- Doto torrelavega Ortea & Caballer, 2007
- Doto tuberculata Lemche, 1976
- Doto unguis Ortea & Rodriguez, 1989
- Doto ussi Ortea, 1982
- Doto uva Er. Marcus, 1955
- Doto varaderoensis Ortea, 2001
- Doto verdicioi Ortea & Urgorri, 1978
- Doto wildei Er. Marcus & Ev. Marcus, 1970
- Doto xangada Ortea, 2010
- Doto yongei T. E. Thompson, 1972